# One People of Australia League
Die One People of Australia League (OPAL) ist eine Organisation der Aborigines, die 1961 in Queensland gegründet und von Mitgliedern christlicher Kirchen dominiert wurde. 
Die OPAL eröffnete 1971 in Brisbane ein Sozialhilfe-Zentrum, ferner gab es ein vierteljährliches Journal von 1966 bis 1975 heraus.
Das politische Ziel der OPAL war die Assimilation der Aborigines in die weiße australische Gesellschaft. Mitglieder der OPAL lehnten das Queensland Council for the Advancement of Aborigines and Torres Strait Islanders ab, das eine andere Politik verfolgte und als „prokommunistische Organisation“ betrachtet wurde.
Die OPAL trat nie der bundesweiten Organisation der Aborigines Federal Council for the Advancement of Aborigines and Torres Strait Islanders (FCAATSI) bei, lehnte jegliche Form von politischen Protest ab und kooperierte mit der Regierung von Queensland, von der sie mit erheblichen Geldmitteln unterstützt wurde.
Neville Bonner war von 1968 bis 1975 Präsident der OPAL, das erste von Aborigines abstammende Mitglied eines Parlaments, der auch Senator in Australien war. 1975 änderte die OPAL seine Politik der Assimilation und trat für die Kooperation der Aborigines mit den anderen gesellschaftlichen Gruppen ein.